# Alpert de Metz
Alpert de Metz  (mort après 1024) est un chroniqueur bénédictin du XIe siècle. Son De diversitate temporum, également connu sous le nom d' Événements contemporains, est une source très importante pour l'histoire de l'Europe occidentale pour la période qu'elle couvre, de 990 à 1021, et surtout pour la France, l'Allemagne Occidentale, la Belgique et les Pays-Bas. L'ouvrage est dédié à Burchard de Worms.

## Diversitate temporum
Le Diversitate temporum est une histoire sur toutes sortes d'événements politiques autour de l'an 1000 sur le cours inférieur du Rhin, du Waal et de la Meuse, aboutissant à un meurtre politique.
Le thème principal est la lutte pour la succession du préfet Godefroy. Par succession, ce serait son fils aîné, également un Godefroy, décrit par Alpertus comme un « cancre paresseux » et inapte à être préfet. Il est aidé par son beau-frère Wichman (nl) qui souhaite cependant obtenir lui-même la préfecture.
Le personnage principal de la chronique est Adela de Hamaland (nl). À l'époque de son arrière-grand-père Everhard Saxo (nl) († 898), la préfecture, qui comprenait plusieurs comtés, sur le cours inférieur du Rhin et du Waal et du Teisterbant appartenait à la maison comtale du Hamaland. Vers 915, il avait été retiré des propriétés de la famille en raison de l'évolution politique. Lorsque la préfecture redevient libre en 977, elle souhaite la rendre à sa famille, à son fils Thierry. Désormais veuve du père de Thierry, elle contracta un nouveau mariage avec nl:Balderik van Duffelgouw. Sa mère de ce dernier, Gerburge, était une sœur du vieux préfet Godefroy. Cela rendait Thierry éligible à la succession de son oncle.
Après la mort du vieux Godefroy, Wichman, en tant que gendre, a eu la priorité dans la succession sur le neveu Thierry et le neveu Balderik. Adela envoie Balderik auprès du roi Henri II pour réclamer la préfecture, et cette tentative réussit. Cependant Wichman n'a pas abandonné ses prétentions, ce qui conduit à une querelle persistante qui a pris fin en 1016 avec le meurtre de Wichman, planifié par Adela et perpétré par ses complices.

## Œuvres
Alpert a écrit d'autres ouvrages, dont une biographie partielle de l'évêque Thierry Ier de Metz.

## Source
- (nl) Cet article est partiellement ou en totalité issu de l’article de Wikipédia en néerlandais intitulé « Alpertus van Metz » (voir la liste des auteurs).
- Marijke Carasso-Kok (1981), Repertorium van verhalende historische bronnen uit de middeleeuwen heiligenlevens, annalen, kronieken en andere in Nederland geschreven verhalende bronnen, p. 130-133, Brill Archive,  (ISBN 9024791324)
- Hein H. Jongbloed (2012) in: BW Gelre p. 7-43